# Faridkot
Ne doit pas être confondu avec État de Faridkot.
Faridkot (en pendjabi, ਫ਼ਰੀਦਕੋਟ) est une ville dans l'état du Pendjab, district de Faridkot, en Inde.
Le nom de la ville vient de Cheikh Farid, un saint soufi mentionné dans le livre saint du sikhisme, le Guru Granth Sahib.
L'altitude moyenne de la ville est 196 mètres. Un fort à l'architecture impressionnante s'y situe.